# Patat-frietgrens

Woordgebruik voor staafjes aardappel gebakken in vet in 1972, gebaseerd op onderzoek en kaart van taalkundige Jan Stroop, Meertens Instituut

De 'patat-frietgrens' of kortweg 'frietgrens' is de informele benaming voor een idiomatische isoglosse binnen het Nederlands taalgebied. Ten noorden van deze isoglosse wordt vooral het woord patat gebruikt, terwijl men ten zuiden ervan eerder friet of frieten zegt. 
De kaart is gebaseerd op uitkomsten van een enquête uit 1972 van dialectoloog Jan Stroop, die er in 2005 een artikel over schreef dat hij illustreerde met de kaart Patates Frites. Daarop was het gebruik van de woorden patat friet, petat, friet en frieten met symbolen ingetekend en de grens tussen woordgebruik van patatten en aardappelen met een lijn, de "patatten-aardappelengrens". De oorspronkelijke kaart verscheen in 1972, bij het artikel: ‘Een patat mét (..vragen), in Mededelingen van het Instituut voor Dialectologie, Volkskunde en Naamkunde.

## Geschiedenis
De woorden ‘patat' en 'friet(en)’ zijn allebei afgeleid van het Belgisch-Franse ‘patates-frites’. Daarmee zijn het dus rechtstreekse ontleningen uit het Frans.
In België stamt de vroegste verwijzing naar het gerecht uit 1857, wanneer het onder de naam ‘pommes de terre frites’ in Luik wordt aangetroffen. In 1862 wordt in Antwerpen de aanwezigheid van het gerecht ook in het Nederlandse taalgebied vastgesteld. In de tweede helft van de 19e eeuw is friet vooral te vinden op kermissen in de grote Belgische steden, later volgen de meer permanente frietkotten. In zuidelijk Nederland is er met enige vertraging een grotendeels parallelle ontwikkeling te zien. De eerste friet in Nederland werd, voor zover bekend, gegeten op een kermis in Breda in 1868, de eerste frietzaak van Nederland werd in 1905 gestart in Bergen op Zoom, beide steden nabij de Belgische grens. In Noord-Nederland werd friet pas na de Tweede Wereldoorlog een ingeburgerd gerecht.

## Grensverloop
In Nederland wijst het gebruik van ‘friet’ dan wel ‘patat’ er vaak op of de spreker uit het gebied ten zuiden dan wel ten noorden van de grote rivieren afkomstig is. Veel Nederlandstaligen hebben bovendien een voorkeur voor of afkeer van een van beide varianten. Met uitzondering van Zeeland loopt de isoglosse grotendeels gelijk met die van het gebruik van de zachte g in de spreektaal. 
De patat-friet-isoglosse is opmerkelijk, omdat het ongebruikelijk is dat er voor een betrekkelijk recent begrip verschillende benamingen gangbaar zijn. Bovendien valt de isoglosse in de spaarzame andere gevallen bijna altijd samen met de Nederlands-Belgische staatsgrens. ‘Friet’ is een verkorting van het oorspronkelijke ‘patates-frites’. In het Zuid-Nederlandse taalgebied lag een verkorting tot 'patat' niet voor de hand, omdat die term er al sinds de 17e eeuw gebruikt werd voor aardappelen. De vorm ‘frieten’ is vooral in West-Vlaanderen in zwang en was oorspronkelijk de meervoudsvorm van ‘friet’, waarna het enkelvoud in onbruik raakte. Het gerecht heeft zich in twee golven verspreid, elk met een andere benaming. De eerste golf (‘friet’) ontstond eind 19e eeuw in België en bereikte begin 20ste eeuw Zuid-Nederland. De tweede golf begon kort na 1945 in de Randstad, eerst als ‘patatfriet’ maar al snel verkort tot ‘patat’.
Het onderzoek van Stroop is eind 2015 op kleine schaal herhaald door de Belgische woordenboekredacteur Miet Ooms. Uit dit nieuwe onderzoek bleek een lichte verschuiving van de grens ten voordele van friet. Verder stond friet nu in de Hollandse provincies naast patat.
Op 14 april 2020 plaatste Thijs van Esch een oproep op Twitter om een enquête over de patat/friet-grens in Nederland in te vullen. De respons was 949 stemmen. Hieruit bleek dat de grens diffuus was, maar wel naar het noorden verschoven was. De resultaten werden samengevat in een verslag.
Een onderzoek door de journalist Rens van de Plas bevestigde in 2024 de uitkomsten van Thijs van Esch. Hij maakte gebruik van 169 menukaarten van horecazaken door heel Nederland. Ten zuiden van de grote rivieren kwam uitsluitend "friet" voor, maar ten noorden daarvan was het patroon gevarieerd. "Patat" is wel in de meerderheid, maar bijvoorbeeld in de provincie Groningen is "friet" gebruikelijk.